# Скрябинское сельское поселение (Мордовия)
Скрябинское се́льское поселе́ние — муниципальное образование в Лямбирском районе Мордовии Российской Федерации.
Административный центр — село Скрябино.

## История
Статус и границы сельского поселения установлены Законом Республики Мордовия от 28 декабря 2004 года № 122-З «Об установлении границ муниципальных образований Лямбирского муниципального района, Лямбирского муниципального района и наделении их статусом сельского поселения и муниципального района».

## Население
| 2002 | 2010 | 2012 | 2013 | 2014 | 2015 | 2016 |
| ---- | ---- | ---- | ---- | ---- | ---- | ---- |
| 694  | ↘669 | ↘659 | ↘651 | →651 | ↘646 | ↘628 |
| 2017 | 2018 | 2019 | 2020 | 2021 |      |      |
| ↗634 | ↘626 | ↘597 | ↘583 | ↗620 |      |      |

## Состав сельского поселения
| № | Населённый пункт | Тип населённого пункта       | Население |
| - | ---------------- | ---------------------------- | --------- |
| 1 | Екатериновка     | деревня                      | ↘19       |
| 2 | Павловка         | село                         | ↗206      |
| 3 | Пиксаур          | посёлок                      | ↘7        |
| 4 | Скрябино         | село, административный центр | ↘437      |